# Самуил Месемврийски
Самуил (на гръцки: Σαμουήλ) е православен духовник, митрополит на Вселенската патриаршия.

## Биография
Роден е през 1782 година в Никозия на Кипър. Баща му е от Саламин на Кипър. През 1801 година е ръкоположен за дякон. През 1811 година заминава за Айвалък и учи в Академията там при учителите Григориос Сарафис, Вениамин Лесбоски и Теофилос Каирис. Продължава обучението си в Смирна. През 1820 година заминава за Цариград. Първоначално е назначен за помощник-директор на Патриаршеската печатница. Въпреки това в рамките на същата година той поема ръководството на Патриаршеската академия. През същата година е ръкоположен за презвитер от митрополит Доротей Одрински. През октомври 1830 година е ръкоположен за мраморноостровен митрополит. През януари 1835 година е избран за месемврийски митрополит. На 26 март 1836 година подава оставка и отново поема ръководството на Патриаршеската академия. През 1844 година подава оставка, но отново поема ръководството на училището от 1845 до 1847 година. През 1851 година се установява във Великата народна школа в Ксирокрини (Куручешме), където умира на 2 април 1855 година.